# 1943
1943 (MCMXLIII) je bilo navadno leto, ki se je po gregorijanskem koledarju začelo na petek.

## Dogodki

### Januar
- 1. januar - začetek sovjetske ofenzive na obali Črnega morja
- 14. januar - začetek konference v Casablanci
- 23. januar - britanske enote vkorakajo v Tripoli
- 24. januar - konec konference v Casablanci
- 28. januar - civilna mobilizacija v Tretjem rajhu
- 30. januar - Vichyjska Francija ustanovi milico

### Februar
- 1. februar - sovjetska ofenziva na Azovskem morju in v Ukrajini
- 2. februar - kapitulacija sil osi v Stalingradu
- 8. februar - Rdeča armada osvobodi Kursk
- 9. februar - japonska vojska zapusti Guadalcanal
- 12. februar - Ferhat Abbas objavi Manifest alžirskega ljudstva
- 14. februar - Rdeča armada osvobodi Rostov in Vorošilovgrad
- 16. februar -
  - Vichyska Francija začne mobilizacijo več letnikov v Službo obveznega dela
  - Rdeča armada osvobodi Harkov
- 28. februar - norveški pripadniki SOE in norveško odporniško gibanje uspešno napadejo tovarno težke vode v Vemorku

### Marec
- 1. marec:
  - - začetek avstralsko-ameriškega letalskega napada na japonski ladijski konvoj v Bismarckovem morju
  - - v Moskvi je ustanovljena Zveza poljskih patriotov
- 8. marec - Italijanski okupator izprazni vas Erzelj
- 14. marec - Japonska vrne Kitajski zasežena ozemlja
- 15. marec - Rdeča armada zapusti Harkov
- 18. marec - Gvajana se pridruži Svobodni Franciji
- 20. marec - britanska ofenziva v Tuniziji

### April
- 13. april - Tretji rajh sporoči najdbo grobišča poljskih častnikov v Katinu
- 19. april - začetek vstaje v varšavskem getu
- 25. april - ZSSR in poljska vlada v Londonu pretrgata diplomatske stike

### Maj
- 6. maj - začetek zadnje zavezniške ofenzive v Severni Afriki
- 7. maj - zavezniki osvobodijo Tunis in Bizerto
- 12. maj - začetek konference Trident v Washingtonu
- 13. maj - kapitulacija zadnjih vojaških enot sil osi
- 15. maj - razpustitev Kominterne
- 16. maj - zadušena vstaja v varšavskem getu
- 18. maj -
  - konferenca v Hot Springsu
  - ustanovljena Uprava združenih narodov za pomoč in obnovo
- 27. maj - ustanovljen CNR

### Junij
- 3. junij - združitev Francoskega imperialnega sveta in Francoskega državnega sveta ter ustanovitev CFLN
- 10. junij - začetek britanskega osvobajanja otokov Pantelleria, Linos in Lampedusa
- 21. junij - aretacija Jeana Moulina
- 23. junij - v Alžiriji razveljavljen odlok o razpustitvi KP

### Julij
- 10. julij - britansko-ameriško izkrcanje na Sicilijo (Zavezniška invazija na Sicilijo)
- 12. julij - ustanovljen Nacionalni komite svobodne Nemčije
- 14. julij - francoski Antili se pridružijo Svobodni Franciji
- 15. julij - začetek bitke za Orel
- 17. julij - prvo letalsko bombardiranje Rima
- 24. julij -
  - veliki fašistični svet izreče nezaupnico Benitu Mussoliniju
  - zavezniška letala bombardirajo Hamburg, napad zahteva okoli 30.000 žrtev
- 25. julij - maršal Pietro Badoglio imenovan za italijanskega predsednika vlade

### Avgust
- 1. avgust - Burma razglasi neodvisnost pod japonsko nadvlado
- 2. avgust - osamosvojitev Libanona
- 4. avgust - Rdeča armada osvobodi Orel
- 5. avgust - britanska vojska zavzame Catanio
- 14. avgust - začetek konference Quadrant
- 17. avgust - anglo-ameriške oborožene sile zavzamejo Messino in tako zavzamejo Sicilijo
- 18. avgust -
  - pričetek ameriško-italijanskih tajnih pogajanj o premirju
  - Portugalska privoli, da ZDA postavijo vojaške baze na Azorih
- 23. avgust - Rdeča armada osvobodi Harkov
- 24. avgust - Heinrich Himmler je imenovan za notranjega ministra Tretjega rajha
- 26. avgust - Združeno kraljestvo, ZDA in ZSSR priznajo CFLN
- 28. avgust -
  - umre bolgarski kralj Boris III.
  - Tretji rajh prevzame izvršilno oblast na Danskem

### September
- 3. september - britanska vojska se izkrca v Kalabriji
- 8. september - ZDA so razglasile vdajo italijanskih oboroženih sil
- 9. september - angloameriška vojska se izkrca v Salernu
- 10. september -
  - nemška vojska zasede Rim in severni del Italije
  - Hitler ukaže ustanoviti OZAK
- 11. september - začetek zavezniškega osvobajanja Korzike
- 12. september - Otto Skorzeny osvobodi Mussolinija na Gran Sassu
- 13. september - Čangkajšek je izvoljen za predsednika Kitajske
- 14. september -
  - avstralsko-ameriška vojska osvobodi Salamauo na Novi Gvineji
  - Rdeča armada osvobodi Novorosijsk
- 17. september -
  - ustanovitev začasne posvetovalne skupščine Alžirije
  - Rdeča armada osvobodi Brjansk
- 23. september - Mussolini ustanovi Italijansko socialno republiko
- 24. september - ustanovljena Slovenska domobranska legija.
- 25. september - Rdeča armada osvobodi Smolensk

### Oktober
- 1. oktober -
  - zavezniki vkorakajo v Neapelj
  - začetek zbora odposlancev slovenskega naroda v Kočevju
- 7. oktober -
  - Rdeča armada prodre do Dnepra
  - zavezniška vojska vkoraka v Capuo
- 13. oktober - Italija napove vojno Tretjemu rajhu
- 14. oktober - Japonska razglasi neodvisnost Filipinov
- 18. oktober - konferenca v Moskvi -> sklep o ustanovitvi Evropske posvetovalne komisije
- 25. oktober -
  - poraz japonskega letalstva pri Rabaulu
  - Rdeča armada osvobodi Dnepropetrovsk

### November
- 3. november - ustanovni sestaneki Posvetovalne skupščine odporniškega gibanja v Alžiru
- 6. november - Rdeča armada osvobodi Kijev
- 9. november - de Gaulle postane edini predsednik CFLN
- 12. november - ustanovljen Slovenski narodni varnostni zbor
- 22. november - začetek kitajsko-ameriško-britanske konference v Kairu
- 28. november - teheranska konferenca
- 29. november - drugo zasedanje AVNOJa v Jajcu, na katerem je ustanovljen NKOJ

### December
- 2. december - RAF bombardira Berlin
- 4. december - ameriško-britansko-turška konferenca v Kairu
- 12. december - ZSSR in češka vlada v izgnanstvu skleneta pogodbo o prijateljstvu
- 16. december - RAF bombardira Berlin
- 20. december - Francisco Franco razpusti falango
- 22. december - Francija začne prepuščati oblast Siriji in Libanonu
- 23. december - RAF bombardira Berlin
- 26. december - potopitev Scharnhorsta
- 29. december - RAF bombardira Berlin

## Rojstva
- 9. marec - Bobby Fischer, ameriški šahist († 2008)
- 19. marec - Mario Molina, mehiški kemik († 2020)
- 23. april - Zequirja Ballata, slovenski skladatelj in glasbeni pedagog
- 27. maj - Slavko Goričar, slovenski klarinetist in glasbeni pedagog
- 9. junij - Joe Haldeman, ameriški pisatelj znanstvene fantastike
- 10. julij - Stanislav Lipovšek, slovenski rimskokatoliški škof
- 30. julij - Metod Benedik, slovenski teolog in zgodovinar
- 3. avgust - Princesa Kristina Švedska
- 29. september - Lech Wałęsa, poljski politik in nekdanji sindikalist ter borec za človekove pravice in nobelovec
- 7. november - Joni Mitchell, kanadska kantavtorica in slikarka
- 2. december - Anton Ožinger, slovenski duhovnik, zgodovinar, arhivar in profesor († 2019)
- 8. december - Jim Morrison, ameriški rockovski pevec, pesnik († 1971)
- 31. december - Ben Kingsley, ameriški filmski igralec

## Smrti
- 7. januar - Nikola Tesla, srbsko-ameriški, izumitelj, fizik, elektroinženir, matematik (* 1856)
- 6. februar - Hendrik A. Seyffardt, nizozemski general (* 1872)
- 14. februar - David Hilbert, nemški matematik (* 1862)
- 10. junij - Mulaj Abd al-Aziz, sultan Maroka (* 1881)
- 4. julij - Władysław Eugeniusz Sikorski, poljski general, politik (* 1881)
- 19. julij - Katarina Vasiljevna Budanova, ruska častnica, vojaška pilotka (* 1916)
- 24. avgust - Simone Weil, francoska filozofinja judovskega rodu, krščanska mistikinja in socialna aktivistka, (* 1909)
- 26. september - Hisaši Kimura, japonski astronom, geodet (* 1870)
- 9. oktober - Pieter Zeeman, nizozemski fizik, nobelovec 1902 (* 1865)
- 26. november - Floriš Kühar slovenskega rodu madžarski verski zgodovinar (* 1893)
- 20. december - Jurij Nikolajevič Tinjanov, ruski pisatelj, književni teoretik, prevajalec (* 1894)

## Nobelove nagrade
- Fizika - Otto Stern
- Kemija - George de Hevesy
- Fiziologija ali medicina - Carl Peter Henrik Dam, Edward Adelbert Doisy
- Književnost - ni bila podeljena
- Mir - ni bila podeljena